# Caner Erkin
Caner Erkin (törökül: d͡ʒaneɾ æɾcin) (Balıkesir, 1988. október 4. –) török válogatott labdarúgó, a Fatih Karagümrük játékosa.

## Pályafutása

### Klubcsapatokban
Erkin Balıkesir városában született 1988-ban. A 2004–05-ös szezonban kezdte meg profi labdarúgó pályafutását az akkor a török másodosztályban szereplő Manisaspornál. A kiírást megnyerték és felkerültek a Süper Lig-be. A csapatnál eltöltött ideje alatt 45 mérkőzésen 4 gólig jutott. 2007 januárjában a téli átigazolási időszakban az orosz CSZKA Moszkva szerződtette. Összesen 48 meccsen játszott, ebből heten a Bajnokok Ligájában és két orosz kupát is nyert a klubbal. 2009. augusztus 31-én egy idényre kölcsönbe került hazájába, a Galatasarayhoz.
2010-ben a Fenerbahçéhoz igazolt. Itt elsősorban bal szélsőként számítottak rá, de idővel már bal hátvédként szerepelt. Mivel alapember volt több európai nagy csapat érdeklődött iránta.
2014-ben további két évvel meghosszabbította szerződését.
2016. június 1-jén az olasz Internazionale bejelentette Erkin leigazolását ingyen, aki három évre írt alá. Ő volt az első nyári szerzeménye a milánóiaknak. Roberto Mancini, majd Frank de Boer irányításánál is sok szezon előtti barátságos találkozón pályára lépett, azonban hivatalos mérkőzésen egyszer sem szerepelt és augusztus 30-án máris távozott. Az UEFA szabályszegés miatt a 2016–17-es Európa-liga kiírásra csak egy 22 fős keret nevezését engedélyezte, ezért is tették átadólistára a török játékost.
2016. augusztus 30-án az Inter bejelentette, hogy Erkint kölcsönbe a Beşiktaşhoz adják egy évre. 2017. június 7-én végleg megszerezték a játékjogát 750 ezer euró ellenében.
2019. augusztus 23-án a 2019–20-as szezonban a Göztepe elleni meccsen előbb gólpasszt adott, majd ő maga is eredményes volt, így segítve a Beşiktaşt a 3–0-s győzelemhez.
2020 augusztusában visszatért korábbi klubjához, a Fenerbahçéhoz.

### A válogatottban
Többszörös török utánpótlás válogatott egészen az U17-es korosztálytól kezdve.
2006 májusában, 17 évesen debütált a felnőtt nemzeti csapatban egy Ghána elleni barátságos találkozón. Első gólját 2012. június június 5-én szerezte Ukrajna ellen.

## Statisztikái

### Klubcsapatokban
2020. november 2-án frissítve.
| Klub             | Szezon           | Bajnokság | Bajnokság | Kupa  | Kupa | Európa | Európa | Összesen | Összesen |
| Klub             | Szezon           | Mérk      | Gól       | Mérk. | Gól  | Mérk.  | Gól    | Mérk.    | Gól      |
| ---------------- | ---------------- | --------- | --------- | ----- | ---- | ------ | ------ | -------- | -------- |
| Manisaspor       | 2004–05          | 4         | 0         | 0     | 0    | —      | —      | 4        | 0        |
| Manisaspor       | 2005–06          | 24        | 2         | 0     | 0    | —      | —      | 24       | 2        |
| Manisaspor       | 2006–07          | 15        | 2         | 2     | 0    | —      | —      | 17       | 2        |
| Manisaspor       | Összesen         | 43        | 4         | 2     | 0    | —      | —      | 45       | 4        |
| CSZKA Moszkva    | 2007             | 8         | 1         | 4     | 0    | 2      | 0      | 14       | 1        |
| CSZKA Moszkva    | 2008             | 18        | 1         | 3     | 1    | 2      | 0      | 23       | 2        |
| CSZKA Moszkva    | 2009             | 7         | 0         | 1     | 0    | 3      | 0      | 11       | 0        |
| CSZKA Moszkva    | Összesen         | 33        | 2         | 8     | 1    | 7      | 0      | 48       | 3        |
| Galatasaray      | 2009–10          | 20        | 0         | 6     | 3    | 4      | 0      | 30       | 3        |
| Galatasaray      | Összesen         | 20        | 0         | 6     | 3    | 4      | 0      | 30       | 3        |
| Fenerbahçe       | 2010–11          | 22        | 1         | 3     | 0    | 1      | 0      | 26       | 1        |
| Fenerbahçe       | 2011–12          | 31        | 2         | 5     | 1    | —      | —      | 36       | 3        |
| Fenerbahçe       | 2012–13          | 30        | 0         | 7     | 1    | 16     | 3      | 53       | 4        |
| Fenerbahçe       | 2013–14          | 30        | 3         | 1     | 0    | 2      | 0      | 33       | 3        |
| Fenerbahçe       | 2014–15          | 31        | 3         | 5     | 1    | —      | —      | 36       | 4        |
| Fenerbahçe       | 2015–16          | 13        | 0         | 4     | 1    | 10     | 0      | 27       | 1        |
| Fenerbahçe       | Összesen         | 157       | 9         | 25    | 4    | 29     | 3      | 211      | 16       |
| Internazionale   | 2016–17          | —         | —         | —     | —    | —      | —      | —        | —        |
| Internazionale   | Összesen         | —         | —         | —     | —    | —      | —      | —        | —        |
| Beşiktaş         | 2016–17          | 8         | 0         | 0     | 0    | 3      | 0      | 11       | 0        |
| Beşiktaş         | 2017–18          | 21        | 0         | 5     | 0    | 5      | 0      | 31       | 0        |
| Beşiktaş         | 2018–19          | 28        | 1         | 0     | 0    | 11     | 1      | 39       | 2        |
| Beşiktaş         | 2019–20          | 30        | 3         | 3     | 1    | 4      | 0      | 37       | 4        |
| Beşiktaş         | Összesen         | 87        | 4         | 8     | 1    | 23     | 1      | 118      | 6        |
| Fenerbahçe       | 2020–21          | 7         | 0         | 0     | 0    | 0      | 0      | 7        | 0        |
| Fenerbahçe       | Összesen         | 7         | 0         | 0     | 0    | 0      | 0      | 7        | 0        |
| Karrier összesen | Karrier összesen | 347       | 19        | 49    | 9    | 63     | 4      | 459      | 32       |

### A válogatottban
2021. november 16-án frissítve.
| Törökország | Törökország | Törökország |
| Év          | Mérkőzés    | Gól         |
| ----------- | ----------- | ----------- |
| 2006        | 2           | 0           |
| 2008        | 1           | 0           |
| 2009        | 3           | 0           |
| 2010        | 2           | 0           |
| 2011        | 1           | 0           |
| 2012        | 9           | 1           |
| 2013        | 8           | 0           |
| 2014        | 10          | 1           |
| 2015        | 6           | 0           |
| 2016        | 9           | 0           |
| 2017        | 2           | 0           |
| 2020        | 3           | 0           |
| 2021        | 7           | 0           |
| Összesen    | 63          | 2           |

### Góljai a válogatottban
| #  | Dátum           | Helyszín                                                         | Ellenfél | Gól | Eredmény | Kiírás     |
| -- | --------------- | ---------------------------------------------------------------- | -------- | --- | -------- | ---------- |
| 1. | 2012 június 5.  | Audi Sportpark, Ingolstadt, Németország                          | Ukrajna  | 1–0 | 2–0      | Barátságos |
| 2. | 2014. május 29. | Robert F. Kennedy Memorial Stadium, Washington, Egyesült Államok | Honduras | 2–0 | 2–0      | Barátságos |

## Sikerei, díjai

### Klubcsapatokban
CSZKA Moszkva
- Orosz kupa: 2007–08, 2008–09

Fenerbahçe
- Török bajnok: 2010–11, 2013–14
- Török kupa: 2011–12, 2012–13
- Török szuperkupa: 2014

Beşiktaş
- Török bajnok: 2016–17